# Zygophyllum album
Zygophyllum album là một loài thực vật có hoa trong họ Zygophyllaceae. Loài này được L.f. miêu tả khoa học đầu tiên năm 1762.